# Raja polystigma
A Raja polystigma a porcos halak (Chondrichthyes) osztályának rájaalakúak (Rajiformes) rendjébe, ezen belül a valódi rájafélék (Rajidae) családjába tartozó faj.

## Előfordulása
A Raja polystigma előfordulási területe az Atlanti-óceán keleti részéhez tartozó Földközi-tenger nyugati felében van. Főleg az afrikai partok közelében elterjedt.

## Megjelenése
Ez a rájafaj legfeljebb 60 centiméteresre nő meg. A háti része barnás-zöldes árnyalatú.

## Életmódja
Szubtrópusi rája, mely akár 100-400 méter mélyen fekvő tengerfenéken is fellelhető. A puha homokos medreket kedveli. Tápláléka rákokból és kis csontos halakból áll; azonban ezeknek aránya az adott rája nemétől, élőhelyétől, vagy éppen az évszaktól függ.

## Szaporodása
Belső megtermékenyítéssel szaporodik. A nőstény a homokba szúrja a tojástokjait, melyek hosszúkásak és végük kemény, szúrós képződménnyel van ellátva. Egy nőstény méretétől függően, évente 20-62 tojástokot is rakhat. A szaporodási időszaka főleg télen van.